# Società Polisportiva Giulianova 1971-1972
Questa voce raccoglie le informazioni riguardanti la Società Polisportiva Giulianova nelle competizioni ufficiali della stagione 1971-1972.

## Rosa
| N. |                      | Ruolo | Calciatore            |
| -- | -------------------- | ----- | --------------------- |
|    | Italia (bandiera)    | D     | Alfiero Agostinelli   |
|    | Italia (bandiera)    | A     | Gabriele Alessandrini |
|    | Italia (bandiera)    | C     | Adelmo Capelli        |
|    | Italia (bandiera)    | A     | Gianfranco Capriotti  |
|    | Italia (bandiera)    | D     | Luigi Caucci          |
|    | Argentina (bandiera) | P     | Walter Ciappi         |
|    | Italia (bandiera)    | A     | Roberto Ciccotelli    |
|    | Italia (bandiera)    | A     | Sergio Conte          |
|    | Italia (bandiera)    | C     | Renato Curi           |
|    | Italia (bandiera)    | D     | Angelo Erbaggi        |

| N. |                   | Ruolo | Calciatore         |
| -- | ----------------- | ----- | ------------------ |
|    | Italia (bandiera) | D     | Renato Falcomer    |
|    | Italia (bandiera) | A     | Giorgio Gambin     |
|    | Italia (bandiera) | D     | Francesco Giorgini |
|    | Italia (bandiera) | C     | Francesco Ianni    |
|    | Italia (bandiera) | D     | Giuseppe Lelj      |
|    | Italia (bandiera) | C     | Giancarlo Mambrin  |
|    | Italia (bandiera) | P     | Alceo Maurini      |
|    | Italia (bandiera) | C     | Luciano Nunziati   |
|    | Italia (bandiera) | C     | Angelo Tancredi    |
|    | Italia (bandiera) | C     | Roberto Vernisi    |

## Risultati

### Campionato

#### Girone di andata
| 12 settembre 1971 1ª giornata | SPAL | 3 – 0 | Giulianova |  |

| 19 settembre 1971 2ª giornata | Giulianova | 0 – 0 | Olbia |  |

| 26 settembre 1971 3ª giornata | Sambenedettese | 3 – 0 | Giulianova |  |

| 3 ottobre 1971 4ª giornata | Giulianova | 0 – 0 | Maceratese |  |

| 10 ottobre 1971 5ª giornata | Giulianova | 3 – 1 | Viareggio |  |

| 17 ottobre 1971 6ª giornata | Del Duca Ascoli | 3 – 1 | Giulianova |  |

| 24 ottobre 1971 7ª giornata | Giulianova | 0 – 0 | Empoli |  |

| 31 ottobre 1971 8ª giornata | Anconitana | 1 – 1 | Giulianova |  |

| 7 novembre 1971 9ª giornata | Imola | 3 – 0 | Giulianova |  |

| 14 novembre 1971 10ª giornata | Giulianova | 2 – 1 | Rimini |  |

| 21 novembre 1971 11ª giornata | Giulianova | 3 – 0 | Entella Chiavari |  |

| 28 novembre 1971 12ª giornata | Pisa | 0 – 0 | Giulianova |  |

| 5 dicembre 1971 13ª giornata | Giulianova | 0 – 0 | Viterbese |  |

| 12 dicembre 1971 14ª giornata | Lucchese | 2 – 2 | Giulianova |  |

| 19 dicembre 1971 15ª giornata | Giulianova | 0 – 1 | Parma |  |

| 2 gennaio 1972 16ª giornata | Sangiovannese | 1 – 2 | Giulianova |  |

| 9 gennaio 1972 17ª giornata | Giulianova | 0 – 0 | Massese |  |

| 16 gennaio 1972 18ª giornata | Spezia | 1 – 1 | Giulianova |  |

| 23 gennaio 1972 19ª giornata | Giulianova | 0 – 1 | Prato |  |

#### Girone di ritorno
| 30 gennaio 1972 20ª giornata | Giulianova | 0 – 0 | SPAL |  |

| 6 febbraio 1972 21ª giornata | Olbia | 2 – 2 | Giulianova |  |

| 13 febbraio 1972 22ª giornata | Giulianova | 0 – 0 | Sambenedettese |  |

| 27 febbraio 1972 23ª giornata | Maceratese | 1 – 0 | Giulianova |  |

| 5 marzo 1972 24ª giornata | Viareggio | 0 – 0 | Giulianova |  |

| 12 marzo 1972 25ª giornata | Giulianova | 0 – 1 | Ascoli |  |

| 19 marzo 1972 26ª giornata | Empoli | 1 – 0 | Giulianova |  |

| 26 marzo 1972 27ª giornata | Giulianova | 2 – 2 | Anconitana |  |

| 9 aprile 1972 28ª giornata | Giulianova | 1 – 0 | Imola |  |

| 16 aprile 1972 29ª giornata | Rimini | 2 – 1 | Giulianova |  |

| 23 aprile 1972 30ª giornata | Entella Chiavari | 2 – 3 | Giulianova |  |

| 30 aprile 1972 31ª giornata | Giulianova | 1 – 1 | Pisa |  |

| 7 maggio 1972 32ª giornata | Viterbese | 1 – 0 | Giulianova |  |

| 14 maggio 1972 33ª giornata | Giulianova | 1 – 0 | Lucchese |  |

| 21 maggio 1972 34ª giornata | Parma | 2 – 0 | Giulianova |  |

| 28 maggio 1972 35ª giornata | Giulianova | 2 – 1 | Sangiovannese |  |

| 4 giugno 1972 36ª giornata | Massese | 1 – 1 | Giulianova |  |

| 11 giugno 1972 37ª giornata | Giulianova | 0 – 0 | Spezia |  |

| 18 giugno 1972 38ª giornata | Prato | 0 – 0 | Giulianova |  |